# Cirey-sur-Blaise
Cirey-sur-Blaise är en kommun i departementet Haute-Marne i regionen Grand Est (tidigare regionen Champagne-Ardenne) i nordöstra Frankrike. Kommunen ligger i kantonen Doulevant-le-Château som tillhör arrondissementet Saint-Dizier. År 2022 hade Cirey-sur-Blaise 109 invånare.

## Befolkningsutveckling
Antalet invånare i kommunen Cirey-sur-Blaise
| Referens: INSEE |